# Альбрехт Вольфганг (граф Шаумбург-Липпе)
Альбрехт Вольфганг Шаумбург-Липпский (нем. Albrecht Wolfgang zu Schaumburg-Lippe; 27 апреля 1699 — 24 сентября 1748) — граф Шаумбург-Липпе (13 июня 1728 — 24 сентября 1748).

## Биография
Родился в Бюккебурге 27 апреля 1699 года. Четвёртый сын Фридриха Кристиана, графа Шаумбург-Липпе (1655—1728), и его первой супруги, графини Иоганны Софии Гогенлоэ-Лангенбург (1673—1743).
13 июня 1728 года после смерти своего отца Вольфганг Альбрехт унаследовал титул графа Шаумбург-Липпе.
На стороне австрийской императрицы Марии Терезии князь Альбрехт Вольфганг Шаумбург-Липпский принимал участие в Войне за австрийское наследство. В 1743 году Альбрехт Вольфганг и его сын Вильгельм участвовали в битве Деттингене. 11 мая 1745 года полк Альбрехта Вольфганга, входивший в состав англо-ганноверско-голландской армии, принимало участие в битве при Фонтенуа. В 1747 году Альбрехт Вольфганг Шаумбург-Липпский, состоявший на службе у принца Оранского, завершил свою военную службу.
Князь Альбрехт Вольфганг Шаумбург-Липпе был масоном. В 1725 году он находился в списке лондонской ложи «Бокал и Виноград», из которой была создана Объединённая великая ложа Англии.
24 сентября 1748 года 49-летний князь Альбрехт Вольфганг Шаумбург-Липпский скончался в Бюккебурге. Похоронен в Штадтхагене. Ему наследовал его младший сын Вильгельм (1724—1777).

## Семья
30 сентября 1721 года Альбрехт Вольфганг первым браком в Лондоне женился на Маргарите Гертруде Эйенхаузен (19 апреля 1701 — 8 апреля 1726), младшей внебрачной дочери короля Англии и курфюрста Ганновера Георга I и его любовницы Мелюзины фон дер Шуленбург. Дети от первого брака:
- Георг (4 октября 1722 — 6 августа 1742), погиб на дуэли
- Вильгельм I (1724—1777), граф Шаумбург-Липпе (1748—1777).

16 апреля 1730 года Альбрехт Вольфганг в Фареле женился на принцессе Шарлотте Фридерике (30 ноября 1702 — 22 июля 1785), старшей дочери князя Леопольда Нассау-Зигенского (1680—1722) и Елизаветы Гессен-Гомбургской (1681—1707). Второй брак был бездетным.
От внебрачной связи с Шарлоттой Софией Бентинк, графиней фон Альденбург (1715—1800), у Альбрехта Вольфганга было два сына:
- Кристиан Фридрих (1734—1768)
- Иоганн Альбрехт (1737—1775)

Также у него был один внебрачный сын Август Вольфрат фон Кампен (род. 1740), который с 1772 года был женат на Вильгельмине (1734—1781), дочери принца Вильгельма Густава Ангальт-Дессауского.